# بی‌گناه (فیلم ۱۹۸۴)
بی‌گناه (به هندی: Abodh) فیلمی محصول سال ۱۹۸۴ و به کارگردانی هیرن ناگ است. در این فیلم بازیگرانی همچون تاپاس پائول، مادهوری دیکشیت، وینود شارما، لیلا میشرا ایفای نقش کرده‌اند.